# Marco Corti
Marco Corti (Bergamo, 2 april 1986) is een Italiaans voormalig wielrenner en wielerploegleider. Hij beëindigde in 2013 zijn carrière bij Colombia, waar hij in 2015 ploegleider was. Hij is de zoon van ploegleider en oud-renner Claudio Corti. In 2010 reed hij z'n eerste grote ronde: de Giro. Hij werd hierbij laatste in het klassement.

## Resultaten in voornaamste wedstrijden
| Jaar | Ronde van Italië | Ronde van Frankrijk | Ronde van Spanje |
| ---- | ---------------- | ------------------- | ---------------- |
| 2008 |                  |                     |                  |
| 2009 |                  |                     |                  |
| 2010 | 139e (laatste)   |                     |                  |
| 2011 |                  |                     |                  |

| Jaar | Milaan-San Remo | Gent-Wevelgem | Ronde van Vlaanderen | Parijs-Roubaix | Amstel Gold Race | Luik-Bast.‑Luik | Ronde van Lombardije |
| ---- | --------------- | ------------- | -------------------- | -------------- | ---------------- | --------------- | -------------------- |
| 2008 |                 | 171e          | opgave               | opgave         | 137e             |                 |                      |
| 2009 | 66e             |               |                      |                |                  | opgave          |                      |
| 2010 |                 |               |                      |                |                  |                 |                      |
| 2011 |                 |               |                      |                |                  |                 | opgave               |

## Ploegen
- 2006 –  Barloworld (stagiair vanaf 1-8)
- 2007 –  Barloworld (stagiair)
- 2008 –  Barloworld
- 2009 –  Barloworld
- 2010 –  Footon-Servetto-Fuji
- 2011 –  Geox-TMC
- 2013 –  Colombia